# Политбюро ЦК Коммунистической партии Вьетнама 12-го созыва
12-е Политбюро Центрального Комитета Коммунистической партии Вьетнама (ЦК КПВ) (вьет.Bộ Chính trị Ban Chấp hành trung ương Đảng Cộng sản Việt Nam Khoá XII) является текущим Политбюро ЦК правящей компартии Вьетнама. Он был выбран в Центральный Комитет партии на 12-м Национальном съезде КПВ 27 января 2016 года до 13-го Национального Съезда, предварительно намеченного на начало 2021 года. В состав из 19 человек вошли 12 новых членов. Во Вьетнаме однопартийная политическая система, Политбюро де-факто занимает вершину политической системы, важные государственные должности (президент, премьер-министр, председатель Национального собрания) и в руководстве вооружённых сил и безопасности почти всегда занимают её члены.
Поскольку действующий президент, премьер-министр и председатель Национального собрания (Чыонг Тан Шанг, Нгуен Тан Зунг и Нгуен Шинь Хунг) не прошли отбор для участия в 12-м Политбюро, они должны уйти в отставку. Национальное собрание подтвердит полномочия их преемников позже. Действующий генеральный секретарь ЦК КПВ Нгуен Фу Чонг был переизбран на свой пост.
Выбор 12-го Политбюро является ключевым шагом в пятилетних политических преобразованиях во Вьетнаме. Они будут завершены, когда на последней сессии в марте 2016 года, либо на первой сессии следующего созыва в конце лета 2016 года Национальное собрание подтвердит кандидатуры на ключевые должности в правительстве.

## Члены Политбюро
| Имя                | Действует с          | Должности                                                                            | Должности |
| Имя                | Действует с          | Партийная                                                                            | Государственная |
| ------------------ | -------------------- | ------------------------------------------------------------------------------------ | --- |
| Нгуен Фу Чонг      | 27 декабря 1997 года | Генеральный секретарь ЦК КПВ                                                         | В 2018—2021 годах — Президент Вьетнама |
| Чан Дай Куанг      | 19 января 2011 года  |                                                                                      | Министр общественной безопасности Вьетнама (назначен Президентом); в 2016—2018 годах — президент Вьетнама                                                            |
| Нгуен Суан Фук     | 19 января 2011 года  |                                                                                      | Выведен из состава Политбюро 17 января 2023 года. Заместитель премьер-министра Вьетнама (премьер-министр в 2016—2021 годах, с 2021 по 2023 год — президент Вьетнама) |
| Динь Тхе Хюинь     | 19 января 2011 года  | Глава Комиссии Центральной пропаганды и образования, Секретарь Центрального комитета | |
| Тонг Тхи Фонг      | 19 января 2011 года  |                                                                                      | Заместитель Председателя Национального собрания |
| Нгуен Тхи Ким Нган | 11 мая 2013 года     |                                                                                      | Председатель Национального собрания |
| Нгуен Тхьен Нхан   | 11 мая 2013 года     | Председатель Центрального комитета Вьетнамского отечественного фронта                | |
| Нго Суан Лить      | 27 января 2016 года  | Секретарь Центрального комитета                                                      | Заместитель Министра национальной обороны и председатель главного полицейского департамента                                                                          |
| То Лам             | 27 января 2016 года  | Генеральный секретарь ЦК КПВ (с 3 августа 2024 года)                                 | Заместитель Министра общественной безопасности, с 9 апреля 2016 — Министр общественной безопасности. С 2024 года — Президент Вьетнама                                |
| Фам Минь Тинь      | 27 января 2016 года  | Глава Комиссии Центрального управления                                               | |
| Выонг Динь Хюэ     | 27 января 2016 года  | Глава Комиссии Центрального управления                                               | |